# Denmark (Oregon)
Denmark az Amerikai Egyesült Államok északnyugati részén, Oregon állam Curry megyéjében, a Willow-patak mentén elhelyezkedő önkormányzat nélküli település.
Az Oregon Public Broadcasting a Koppenhágában megrendezett 2009-es ENSZ éghajlat-változási keretegyezmény konferencia idején a témában a települést is érintő cikksorozatot jelentetett meg.

## Története
Alapítói dán tejipari dolgozók voltak. A posta 1882 és 1960 között működött. 1915-ben fűrészüzem, tejcsarnok, sajtgyár és iskola is volt itt; 1940-re a népességszám elérte a 96 főt. A U.S. Route 101 elkerülő szakaszának átadásával a település hanyatlásnak indult; az 1990-es években már csak egy benzinkút, 2009-ben pedig egy kávézó működött.

## Éghajlat
A település éghajlata mediterrán (a Köppen-skála szerint Csb).
| Hónap                                   | Jan. | Feb. | Már. | Ápr. | Máj. | Jún. | Júl. | Aug. | Szep. | Okt. | Nov. | Dec. | Év   |
| --------------------------------------- | ---- | ---- | ---- | ---- | ---- | ---- | ---- | ---- | ----- | ---- | ---- | ---- | ---- |
| Rekord max. hőmérséklet (°C)            | 23,0 | 23,0 | 25,0 | 28,0 | 34,0 | 27,0 | 32,0 | 31,0 | 34,0  | 33,0 | 26,0 | 22,0 | 34,0 |
| Átlagos max. hőmérséklet (°C)           | 13,2 | 13,6 | 14,0 | 15,1 | 17,4 | 18,9 | 21,0 | 21,8 | 21,4  | 18,7 | 15,2 | 13,1 | 17,0 |
| Átlagos min. hőmérséklet (°C)           | 5,0  | 4,0  | 4,8  | 6,0  | 7,7  | 10,0 | 11,6 | 11,5 | 9,8   | 8,0  | 6,4  | 4,8  | 7,5  |
| Rekord min. hőmérséklet (°C)            | −6,0 | −6,0 | −2,0 | −1,0 | 1,0  | 4,0  | 6,0  | 5,0  | 4,0   | −2,0 | −2,0 | −9,0 | −9,0 |
| Átl. csapadékmennyiség (mm)             | 295  | 237  | 245  | 149  | 96   | 46   | 11   | 22   | 43    | 121  | 275  | 310  | 1850 |
| Forrás: Western Regional Climate Center |      |      |      |      |      |      |      |      |       |      |      |      |      |

## Fordítás
- Ez a szócikk részben vagy egészben  a   Denmark, Oregon című angol Wikipédia-szócikk ezen változatának fordításán alapul.  Az eredeti cikk szerkesztőit annak laptörténete sorolja fel. Ez a jelzés csupán a megfogalmazás eredetét és a szerzői jogokat jelzi, nem szolgál a cikkben szereplő információk forrásmegjelöléseként.